# Winter Park Resort

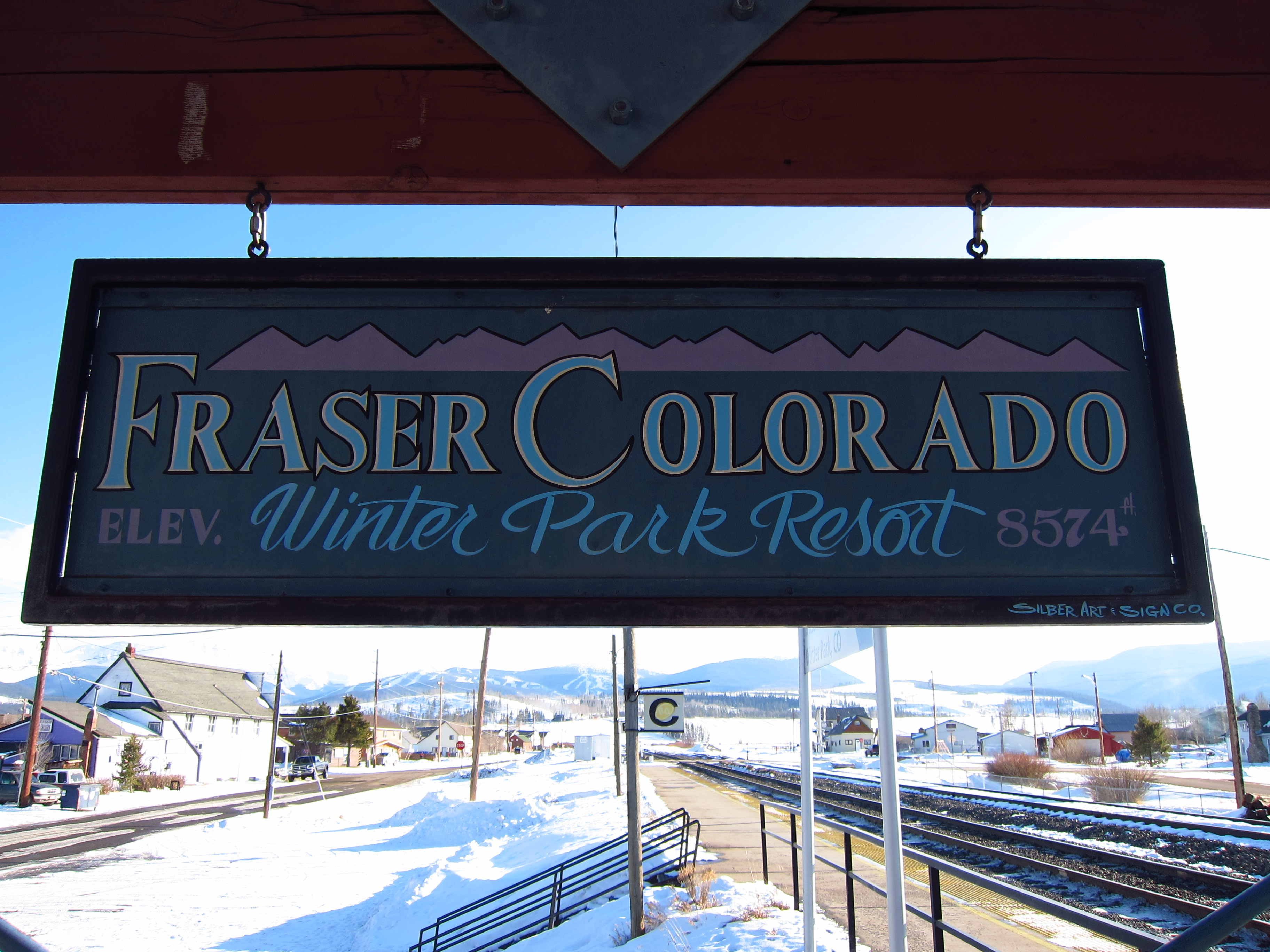
Gare Amtrak de Fraser, à proximité de la station de ski

La Winter Park Resort est une station de sports d'hiver située à Winter Park dans les montagnes Rocheuses au Colorado à environ 1h30 de route de la ville de Denver. 
La station ouvrit ses portes lors de l'hiver 1939-1940 en tant que Winter Park Ski Area et est gérée depuis 2002 par la ville de Denver en collaboration avec une compagnie canadienne nommée  Intrawest ULC. Un train (Ski Train) relie la station à la ville de Denver. Le train California Zephyr exploité par Amtrak, qui relie les agglomérations de San Francisco et Chicago dessert la ville de Fraser, à proximité du Winter Park Resort.
La station est composée de trois montagnes interconnectées par des remontées mécaniques (Winter Park, Mary Jane, et Vasquez Ridge) et faisant partie d'un même domaine skiable. L'altitude varie de 2 700 mètres à 3 680 mètres. Il existe 143 pistes (9 % vertes, 34 % bleues et 57 % noires). L'épaisseur de neige qui tombe sur un an est proche de 9 mètres.

Panorama